# Pierre Chaignon
Pierre Chaignon (1791. – 1883.) bio je francuski isusovački svećenik i vjerski pisac.

## Životopis
Pierre Chaignon je rođen u Saint-Pierre-la-Cour, Mayenne, 8. listopada 1791. godine.
Ušao je u Družbu Isusovu 14. kolovoza 1819. u dobi od 27 godina i proveo je život kao svećenik duhovno vodeći druge svećenike, održavši otprilike tristo duhovnih vježbi za francusko svećenstvo tijekom trideset godina. Napisao je knjigu duhovnih meditacija za svećenike pod naslovom Méditationes sacerdotales i osnovao Molitvenu zajednicu za pokojne svećenike koja je kanonski pretvorena u bratovštinu 1861. godine.
Umro je u Angersu 20. rujna 1883. godine.